# Kristina Poplavskaja
Kristina Poplavskaja (ur. 24 lipca 1972 w Wilnie) – litewska wioślarka. Brązowa medalistka olimpijska z Sydney.
Zawody w 2000 były jej drugimi igrzyskami olimpijskimi, w 1992 startowała w jedynce i zajęła jedenaste miejsce. W Sydney brązowy medal zdobyła w dwójce podwójnej. Partnerowała jej Birutė Šakickienė. Brała udział w kilku edycjach mistrzostwach świata, w różnych konkurencjach.